# Тихо место: Дан први
Тихо место: Дан први (енгл. A Quiet Place: Day One) амерички је хорор филм из 2024. Режију и сценарио потписује Мајкл Сарноски по причи коју је развио с Џоном Красинскијем. Трећи је део филмског серијала Тихо место, док истовремено представља и спиноф и преднаставак. У главој улози је Лупита Нјонго која глуми болесну жену током раних фаза инвазије ванземаљских створења са оштрим чулом слуха у Њујорку. Споредне улоге глуме Џозеф Квин, Алекс Вулф и Џимон Хансу, који понавља своју улогу из другог филма.
Премијера је приказана 26. јуна 2024. на Трајбека филмском фестивалу. Приказивање у биоскопима започело је 28. јуна 2024. у Сједињеним Америчким Државама, односно 27. јуна исте године у Србији. Добио је позитивне рецензије критичара и зарадио преко 261 милиона долара широм света.

## Радња
Првог дана инвазије ванземаљаца у Њујорку, жена мора да се пробија кроз град паралисан страхом уз помоћ групе преживелих, који су међусобно различити.

## Улоге
| Глумац          | Улога        |
| --------------- | ------------ |
| Лупита Нјонго   | Самира „Сем” |
| Џозеф Квин      | Ерик         |
| Алекс Вулф      | Рубен        |
| Џимон Хансу     | Хенри        |
| Елијана Умухире | Зена         |